# Markert-Diät
Die Markert-Diät ist eine Diät zur Gewichtsabnahme, die von dem Arzt Dieter Markert erfunden wurde und von ihm vermarktet wird. Ferner hat Markert eine „neue Markert-Diät“ publiziert, bei der nicht nur getrunken, sondern auch etwas gegessen wird.

## Das Prinzip
Bei der ursprünglichen Markert-Diät, die 1996 als Buch vorgestellt wurde, handelt es sich um eine reine Trinkfastenkur, bei der pro Tag maximal 500 kcal aufgenommen werden. Getrunken wird außer Gemüsebrühe und Säften ein Eiweiß-Drink (z. B. Slim-Fast, Multan oder Almased), die in Apotheken verkauft werden. Die Präparate bestehen aus Soja- und Milcheiweiß. Auf diese Weise werden pro Tag etwa 60 Gramm Eiweiß aufgenommen, was den sonst unvermeidlichen Abbau von Muskeleiweiß während einer Fastenkur verhindern soll. Außerdem sollen Hungergefühle vermieden werden können und der Blutzuckerspiegel niedrig gehalten werden. Markert verspricht, dass bei dieser Diät pro Woche bis zu 5 Kilogramm reines Körperfett abgebaut würden. Die Gemüsebrühe soll Antioxidantien liefern, um freie Radikale zu bekämpfen, denn diese hemmen laut Markert den Fettabbau. Wichtig ist außerdem ein Sportprogramm während der zweiwöchigen Fastenphase, um den Energiebedarf zu steigern.

## Die Theorie
Laut Markert hat das Eiweiß-Präparat einen Einfluss auf die Hormonproduktion der Schilddrüse, die dazu angeregt werde, verstärkt das Hormon Triiodthyronin (T3) zu bilden. Die Folge sei die Ankurbelung des Stoffwechsels und die Förderung der Fettverbrennung. Bei der Markert-Diät sinke daher der Grundumsatz des Körpers nicht, wie sonst beim Fasten generell zu beobachten. Markert behauptet, diesen Effekt durch eigene Studien nachweisen zu können. Die von ihm veröffentlichten Graphiken widerlegen aber diese Behauptung; die T3-Konzentration sinkt während des Fastens trotz Eiweißpräparat kontinuierlich ab. Eine unabhängige Studie widerspricht ebenfalls dieser Theorie.
Markert geht bei seinen Berechnungen zum Gewichtsverlust durch Fettabbau von einem täglichen Bedarf an Nahrungsenergie von 2400 kcal aus; der tatsächliche Bedarf ist jedoch individuell unterschiedlich und liegt zumindest bei den meisten Frauen deutlich niedriger.
Nach der Fastenphase soll es angeblich möglich sein, das Wunschgewicht ohne besondere Einschränkungen beim Essen zu halten, sofern regelmäßig weiterhin das Eiweiß-Präparat eingenommen wird. Es sorge dafür, den Stoffwechsel auf hohem Niveau zu halten.

## Die neue Markert-Diät
Möglicherweise als Reaktion auf deutliche Kritik von Ernährungswissenschaftlern hat Markert inzwischen Die neue Markert Diät veröffentlicht. Dabei handelt es sich jetzt nicht mehr um eine Fastenkur, sondern um eine unterkalorische Diät. Morgens und mittags sollen Obst und Gemüse gegessen werden sowie pflanzliche Fette. 40 Prozent der Nahrung sollen aus komplexen Kohlenhydraten bestehen, 20 Prozent aus Eiweiß. Das Abendessen besteht aus einem Eiweiß-Drink mit Iod und Carnitin. Auf diese Weise werden pro Tag etwa 1000 kcal aufgenommen. Sport spielt bei dieser Diät keine Rolle mehr.

## Kritik
Bei der ursprünglichen Markert-Diät ist wie nach einer Fastenkur der Jo-Jo-Effekt nahezu unvermeidlich, auch bei der neuen Diätform ist er wegen der niedrigen Zufuhr an Nahrungsenergie wahrscheinlich. Außerdem gibt es keine wissenschaftlichen Studien, die belegen, dass Eiweiß oder die Ernährung überhaupt einen Einfluss auf die Hormonproduktion der Schilddrüse hat, mit Ausnahme der Zufuhr von Iod. Der Stoffwechsel wird durch diese Diät nicht angekurbelt, beim Fasten wird er sogar deutlich verlangsamt. In der Anfangsphase einer Diät wird zudem immer zunächst Glucose abgebaut. Die Markert-Diät bewirbt außerdem ein spezielles Produkt, das zumindest nach der Diät überflüssig ist, da mit der üblichen Mischkost bereits ausreichend Eiweiß aufgenommen wird.